# 무토우 스고로쿠
무토우 스고로쿠(武藤 双六)는 유희왕 듀얼몬스터즈의 등장인물이다.

## 소개
유우기의 할아버지로, 듀얼용 카드 소형 판매점의 운영자이다. 이후 유희왕 GX에서도 등장하여 달라진 도미노 시티를 보여주기도 했다.